# Зінич Ігор Вікторович
І́гор Ві́кторович Зі́нич (6 вересня 1989 — 20 січня 2015) — молодший сержант медичної служби Збройних Сил України, Герой України. Один із «кіборгів».

## Життєпис
Закінчив Рокитнянську ЗОШ І—ІІІ ступенів № 3, Білоцерківський медичний коледж 2009 року. Після строкової служби повернувся працювати в Рокитнянську районну лікарню.
Доброволець, медичний брат госпітального відділення, 3-й батальйон, 80-та окрема аеромобільна бригада.
Від 17 грудня 2014-го — на території Донецького аеропорту. Протягом останніх днів боїв перед підривом проросійськими силами нового термінала Донецького аеропорту, Зінич рятував життя поранених за таких умов, коли бійців неможливо було вивезти під обстрілами, був і сам поранений.
Російсько-колабораціоністичні сили не давали відвозити ні мертвих, ні поранених. Старшому солдатові Ігорю Римару від пострілу з РПГ відірвало руку та вирвало нижню щелепу; «Псих» вставив йому трубку та з помічниками дві доби боровся за нього — на морозі, у кіптяві, під час бою. Домовилися з росіянами про тимчасове перемир'я — аби пораненого в лікарню довезти. У госпіталі Ігор Римар помер через 10 днів — військовика ввели в кому та не змогли вивести.
20 січня 2015-го Ігор Зінич загинув під завалами в новому терміналі.
Пошуками Ігоря займалися брат, сестра та друзі, 16 лютого 2015-го вдалося вивезти його тіло. Похований у Рокитному 19 лютого 2015-го.

## Нагороди та вшанування
- Указом Президента України № 582/2015 від 14 жовтня 2015 року, «за виняткову мужність, героїзм і незламність духу, виявлені у захисті державного суверенітету та територіальної цілісності України, жертовне служіння Українському народові», присвоєно звання «Герой України» з удостоєнням ордена «Золота Зірка» (посмертно)[1][2].
- Указом № 1 від 4 червня 2015 р. нагороджений відзнакою «Народний Герой України» (посмертно)[3][4].
- Нагороджений нагрудним знаком «За оборону Донецького аеропорту» (посмертно).
- Нагороджений медаллю «За жертовність і любов до України» (посмертно).
- 25 березня 2015 року у селищі міського типу Рокитне на фасаді будівлі центральної районної лікарні (вулиця Вокзальна, 86), де працював Ігор Зінич, йому було відкрито меморіальну дошку.
- 22 травня 2015 року в ЗОШ № 3 Рокитного відкрито меморіальну дошку випускнику Ігорю Зіничу.
- 18 червня 2015 року у місті Біла Церква на будівлі Білоцерківського базового медичного коледжу (Сквирське шосе, 240), де навчався Ігор Зінич, йому встановлено меморіальну дошку[5].
- В місті Рокитне вулиця Радянська перейменована на вулицю Ігоря Зінича.
- Вшановується в меморіальному комплексі «Зала пам'яті», в щоденному ранковому церемоніалі 20 січня[6][7].